# Teatro de la escucha
El Teatro de la Escucha es un método de creación e investigación que parte de diferentes técnicas teatrales para explorar procesos de comunicación que impulsen la transformación de la realidad. Ha sido sistematizado por el director y pedagogo teatral Moisés Mato, recogiendo muchas de las aportaciones que han surgido en la historia alrededor de lo que se ha denominado teatro social o político, de la mano de Vsévolod Meyerhold, Bertolt Brecht, Erwin Piscator, Teatro del Oprimido, Teatro Campesino y de la Pedagogía del Oprimido de Paulo Freire, y que incluye nuevas propuestas actualizadas al siglo XXI. 
Uno de los pilares del Teatro de la Escucha está en el planteamiento de las situaciones de opresión, no ya en la violencia directa o visible, sino en una lógica de interpretación que apunta el marco de la violencia estructural y la manipulación de la conciencia.

## Técnicas del Teatro de la Escucha

### Técnicas de Teatro Mirada
- Metáforas del cuerpo: Trabajo corporal basado en rituales de las grandes experiencias humanas.
- Motor del ambiente: Trabajo basado en cuerpo y voz que trabaja a partir de la investigación de diferentes ambientes.
- Itinerarios Descalzos: Trabajo que se realiza en las calles en forma de itinerario que desvela la violencia estructural.
- Palabras Abrazo: Trabajo con objetos orientado a investigar a partir de palabras.

### Técnicas de Teatro Diálogo
- Teatro Foro: Sistema que analiza la dialéctica de las opresiones en el que el público se implica de forma activa.
- Contra discurso: Trabajo basado en discursos que se desarrollan en múltiples espacios y formatos.
- Teatrozero: Teatro que se realiza en casas particulares a partir de una diversidad de temas.
- Teatroencuentro: Un teatro para una sola persona que se realiza en espacios públicos.
- Microteatro con objetos: Trabajo de juego simbólico con objetos.
- Humor y política: Una mirada a la política desde el clowm, el cómico y el bufón.
- Teatro documento: Trabajos de investigación que toman cuerpo en escena.

### Técnicas de Teatro Grito
- Contra Goliat: Técnica que parte de la noviolencia y la acción frente a instituciones.
- Poéticas para la desobediencia: Desarrollo de diferentes procesos de intervención en el espacio público
- El dedo en la llaga: Estructuración creativa de campañas de conciencia social.

## Ámbitos profesionales de aplicación
1. Artes escénicas: Actores, directores, bailarines, directores de cine y hasta músicos han encontrado posibilidades de trabajo inspirándose en el Teatro de la Eescucha. Eso ha llevado en muchos casos a explorar nuevos espacios escénicos, a trabajar nuevas formas de relacionarse con el público, nuevas formas de estar como actor y de comprometerse como director.
2. Educación: En cualquiera de sus ámbitos fundamentales: Educación formal, no formal e informal. Trabajos de creatividad e imaginación con niños y de propuestas escénicas a partir de temas sociales.
3. Social: Entendido como un trabajo con diversos colectivos en situación de riesgo o de marginación, desde la educación social, trabajando en instituciones como cárceles o centros psiquiátricos.
4. Política: Acción política de base que se inspira en la historia de la noviolencia. Se trata de poner en circulación mecanismos de acción política de denuncia o de propuesta política.